# Solveig Lund
Solveig Lund (15. dubna 1868, Christiania – 4. října 1943, Oslo) byla norská fotografka.

## Životopis
Byla dcerou celního úředníka Carla Cornelia Clarina Lunda (1824–1906) a Nilsine Othilia Foyn (1827–95). Lund se vyučila jako umělecká fotografka. Fotografovala národní kroje, krajiny a další témata se zvláštním ohledem na cestovní ruch.
Při sčítání lidu v roce 1900 působila na adrese Munkedamsveien 69, kde žila spolu se svým otcem, který byl důchodcem a vdovcem, a svou sestrou Dagny, které dům patřil. Dagny Lund byla také fotografka a také vyučená malířka.
Ve sčítání lidu z roku 1910 je uvedeno, že Solveig Lund bydlela na adrese Løvenskiolds gate 1.

## Galerie

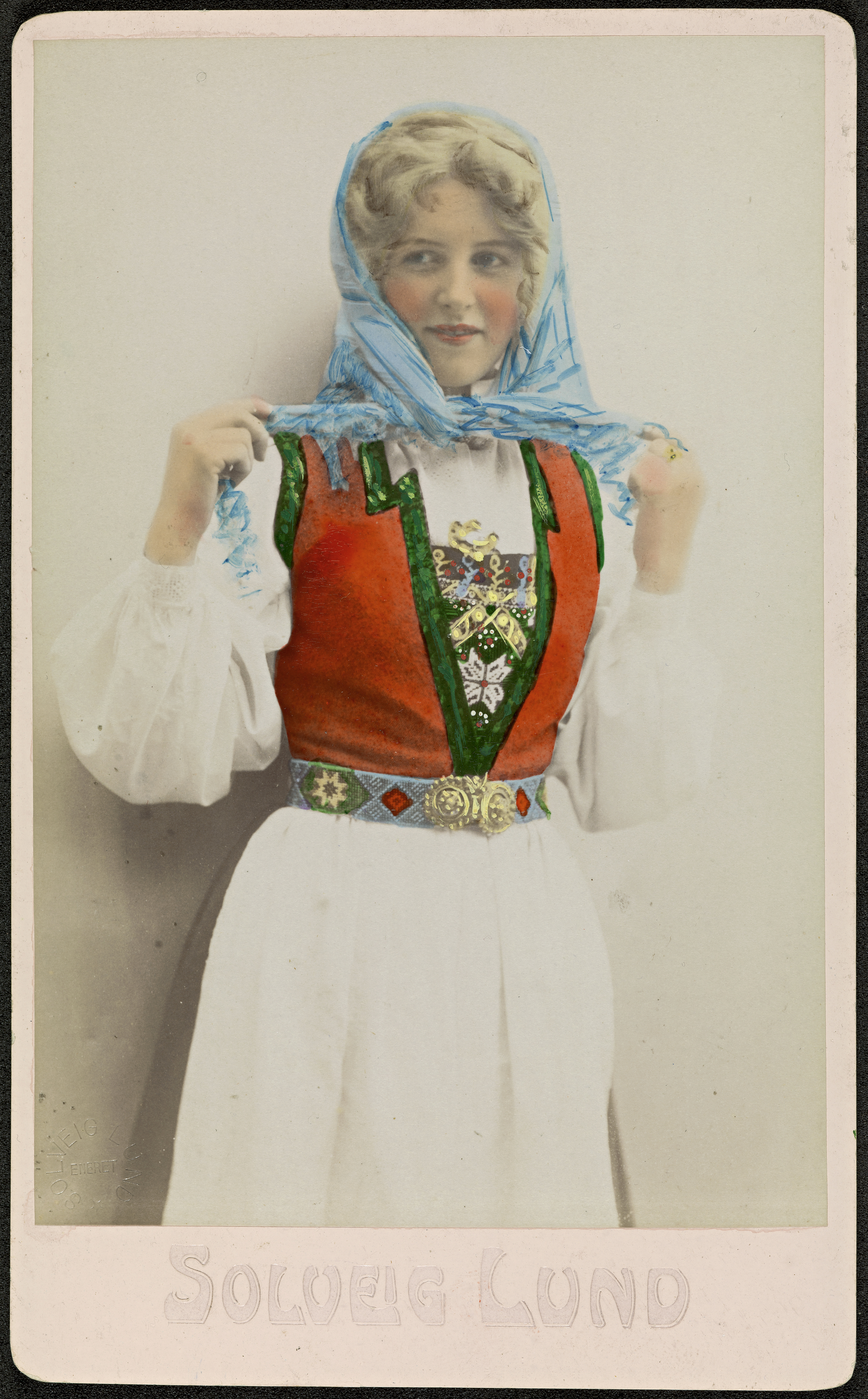
Norský národní kroj, studiový portrét, asi 1895–1908
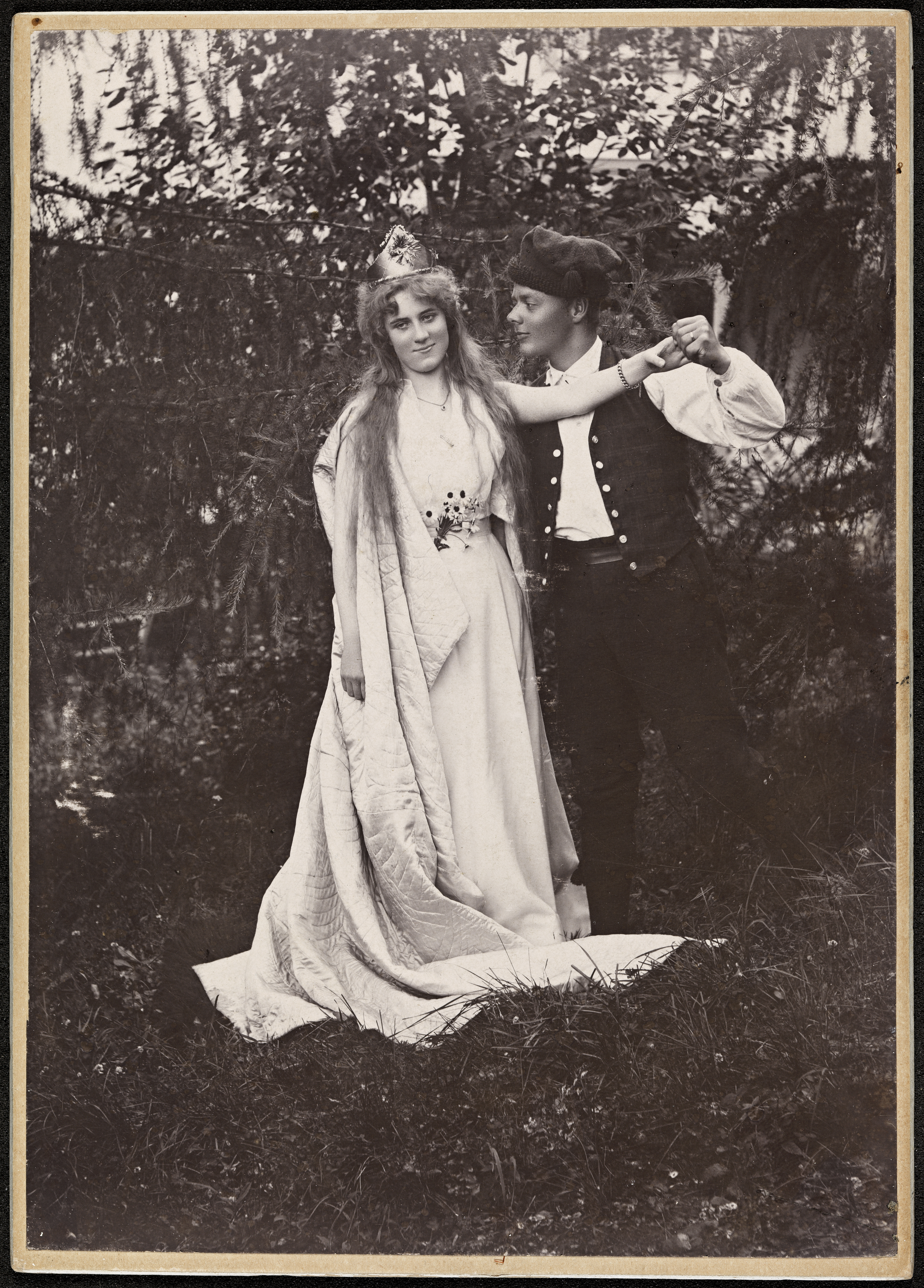
Iscenovaná romantická situace
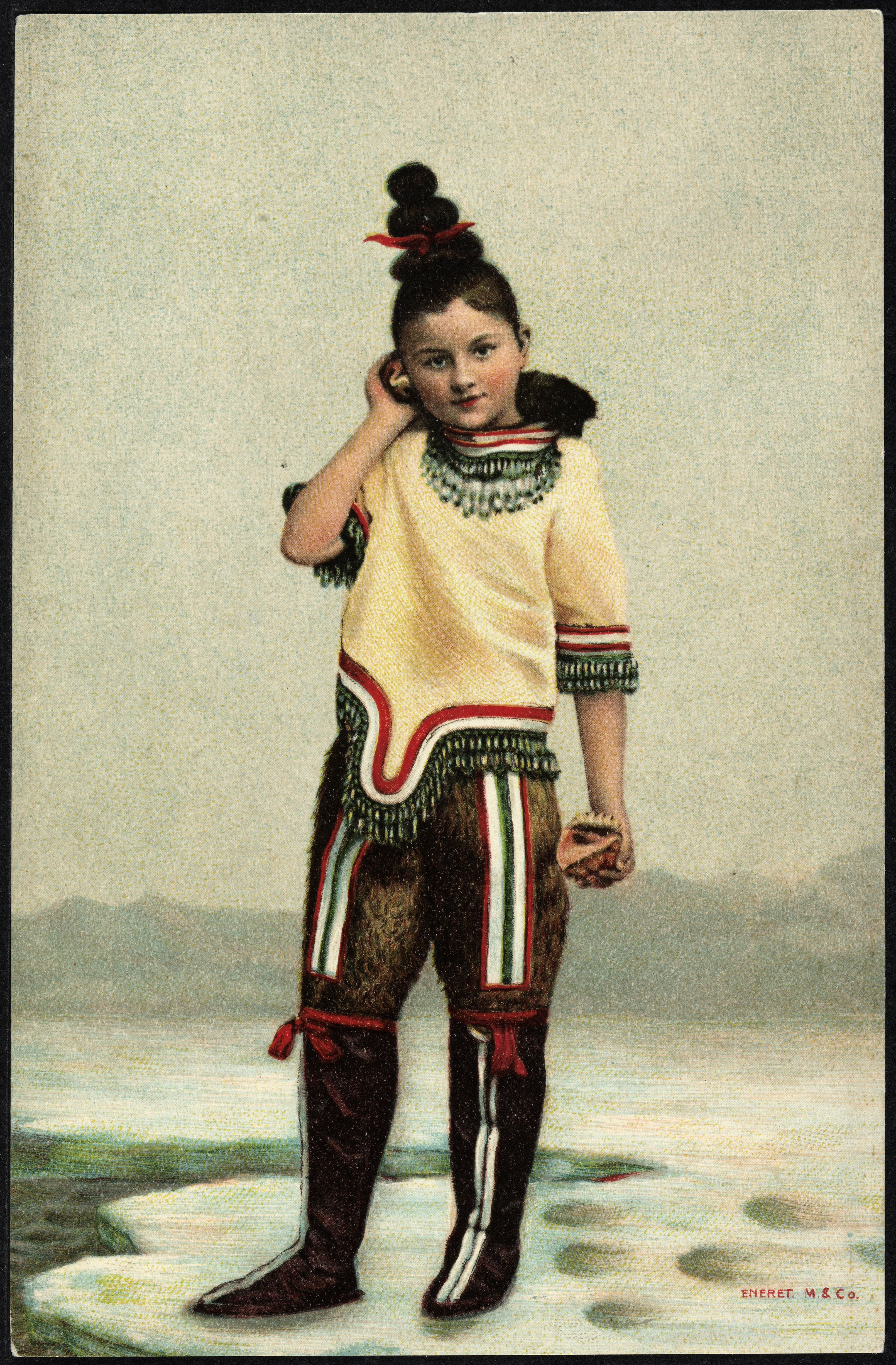
Dívka v kroji
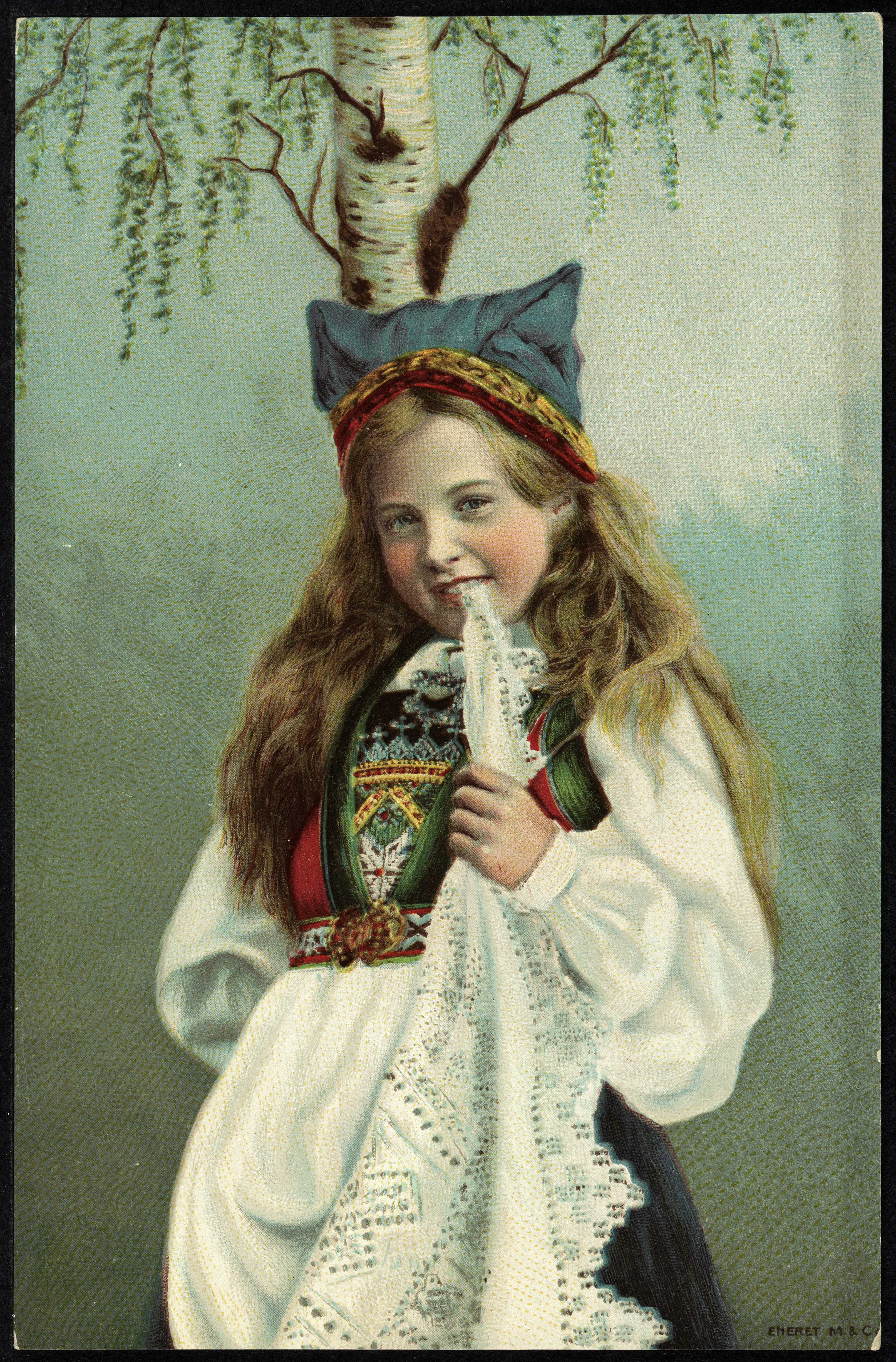
Dívka v kroji
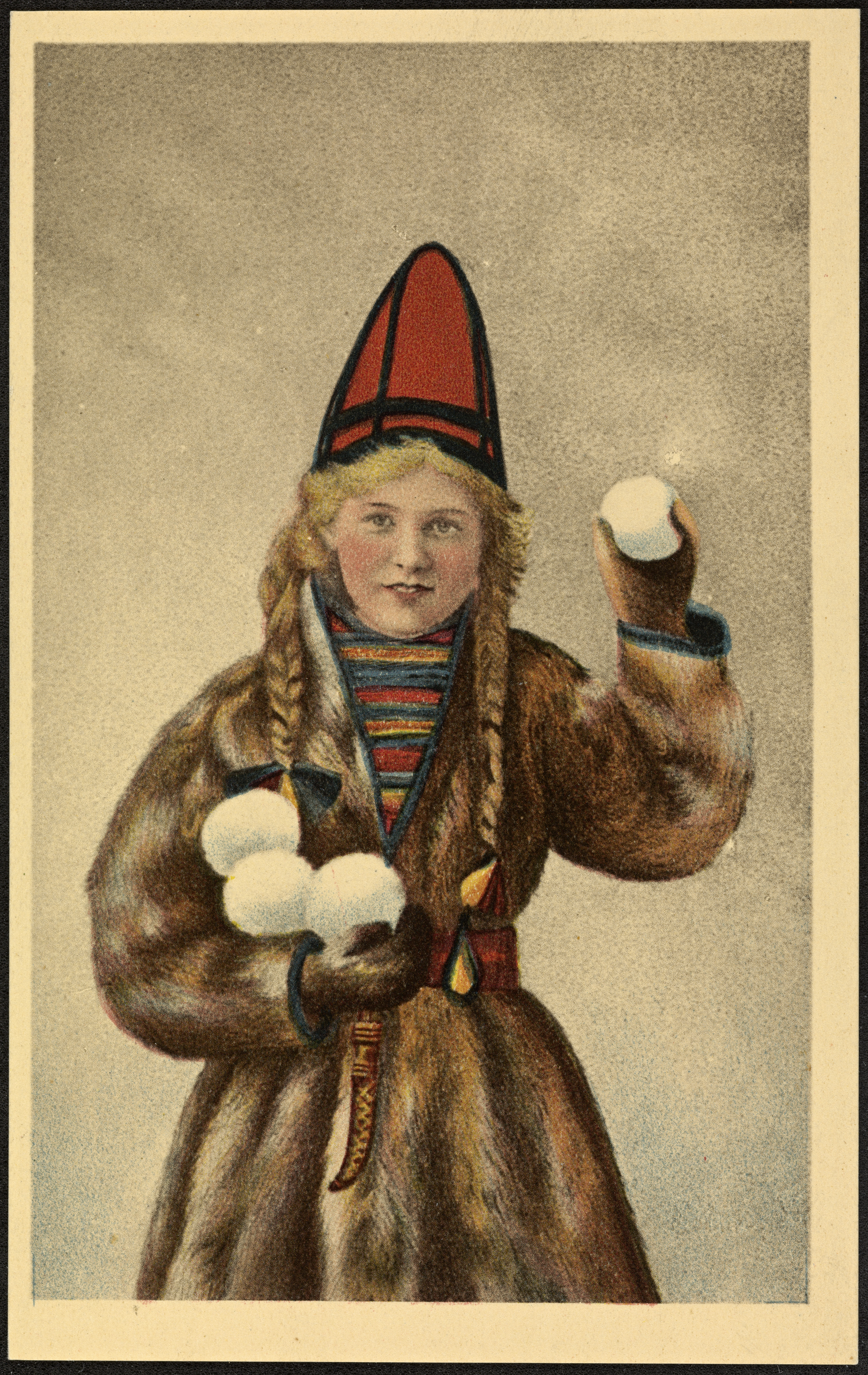
Dívka v kroji
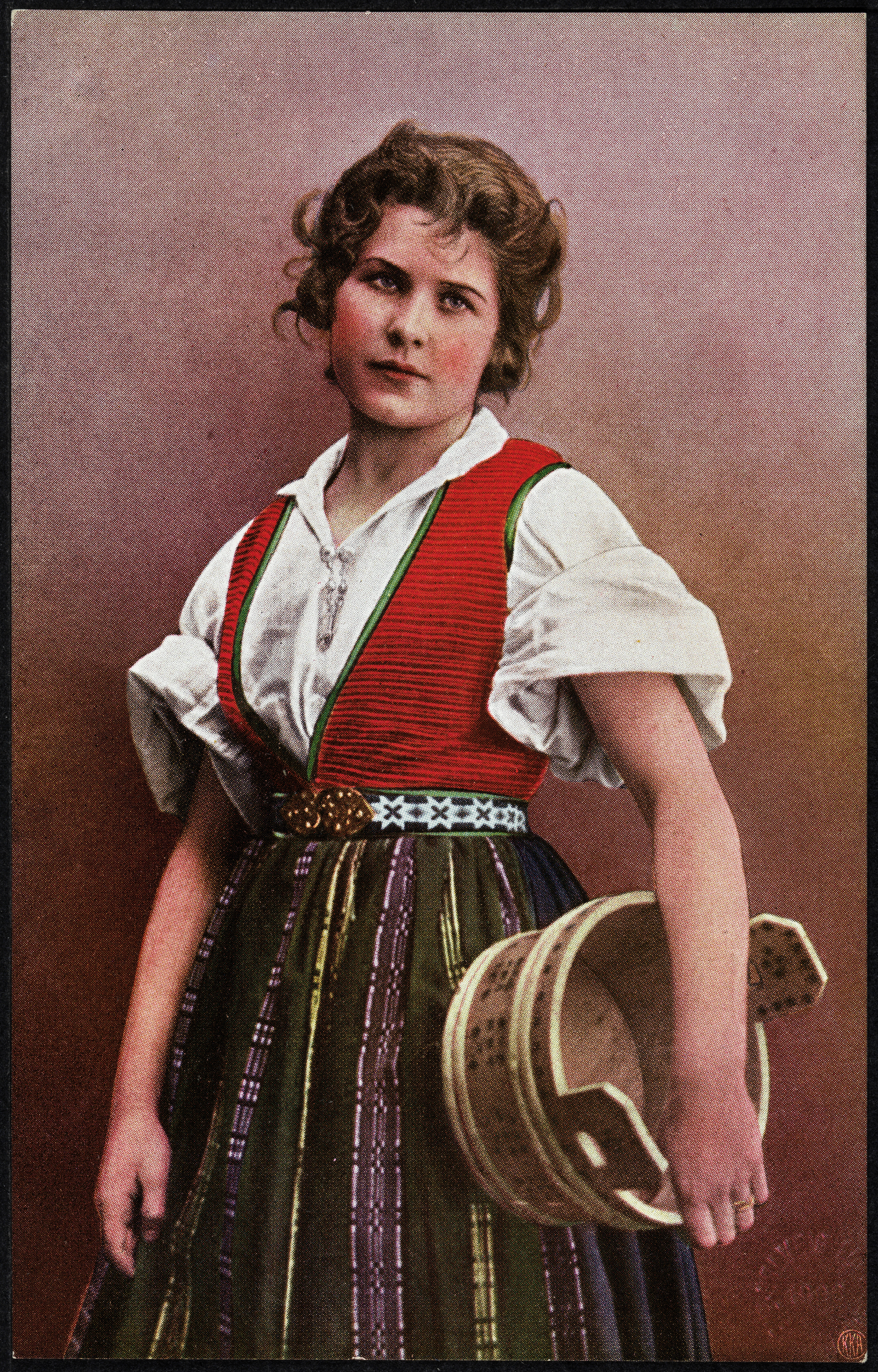
Žena v kroji drží pod paží káď
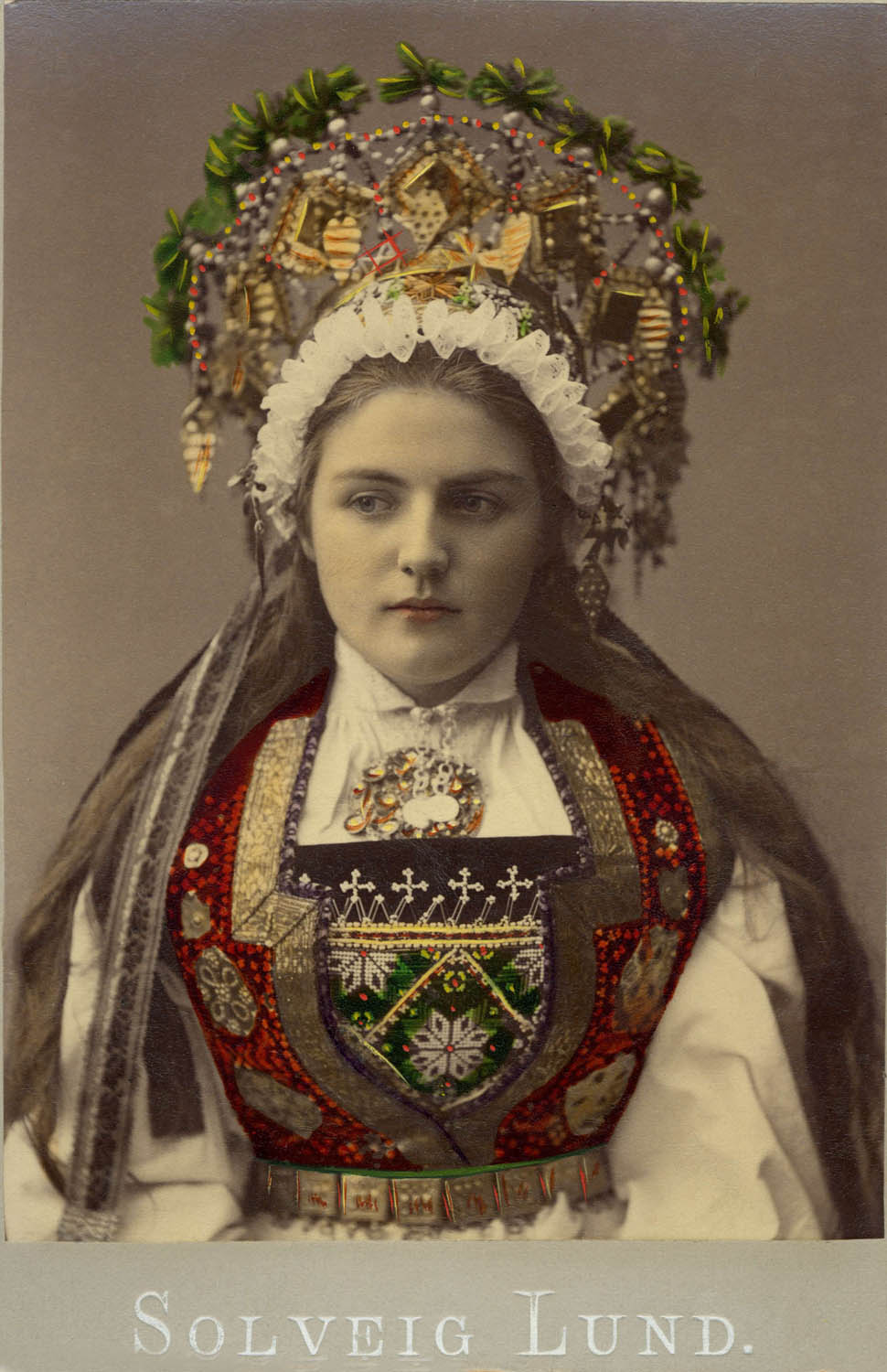
Nevěsta z Hardangeru, Norsko
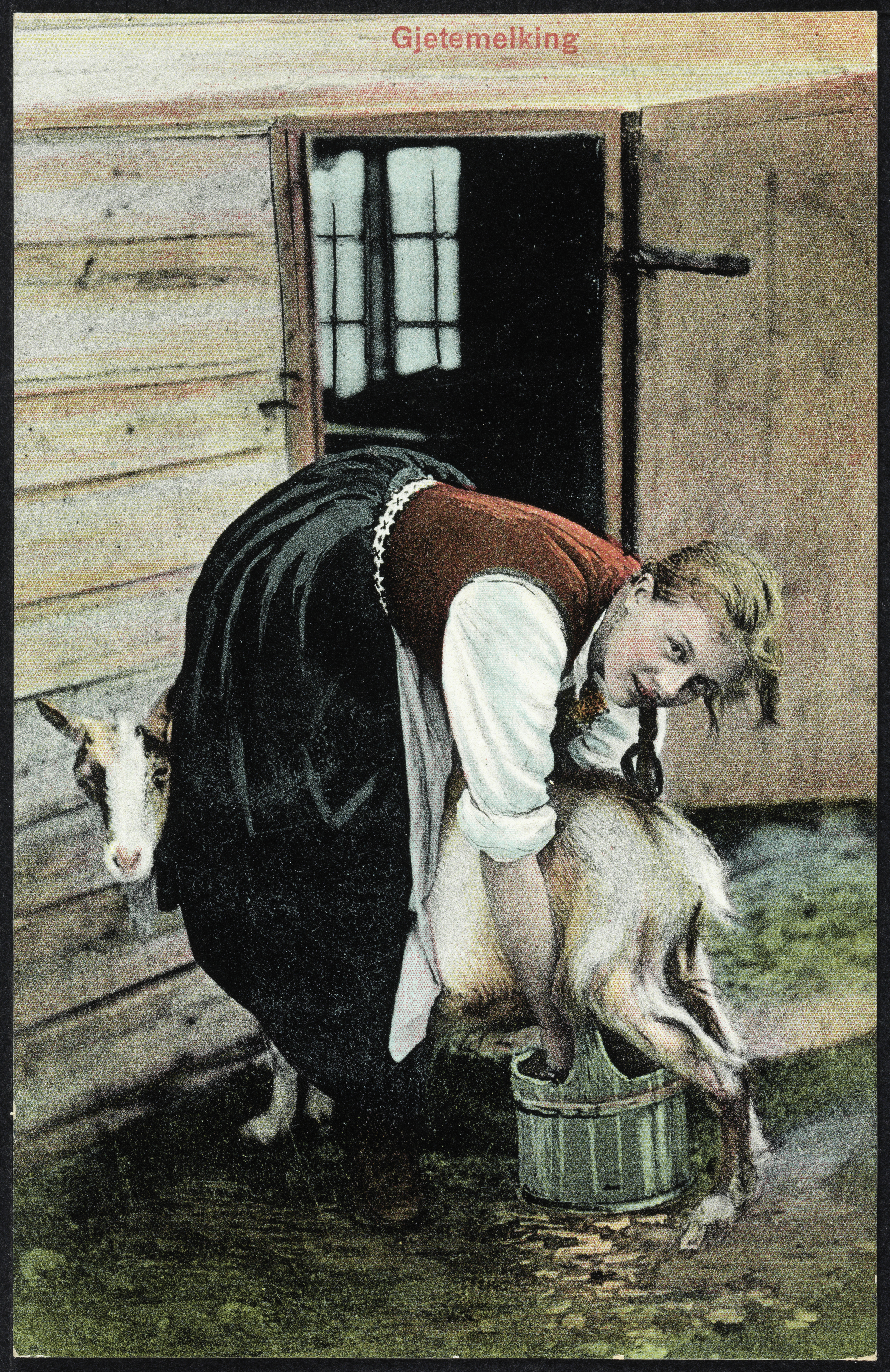
Dojení kozy
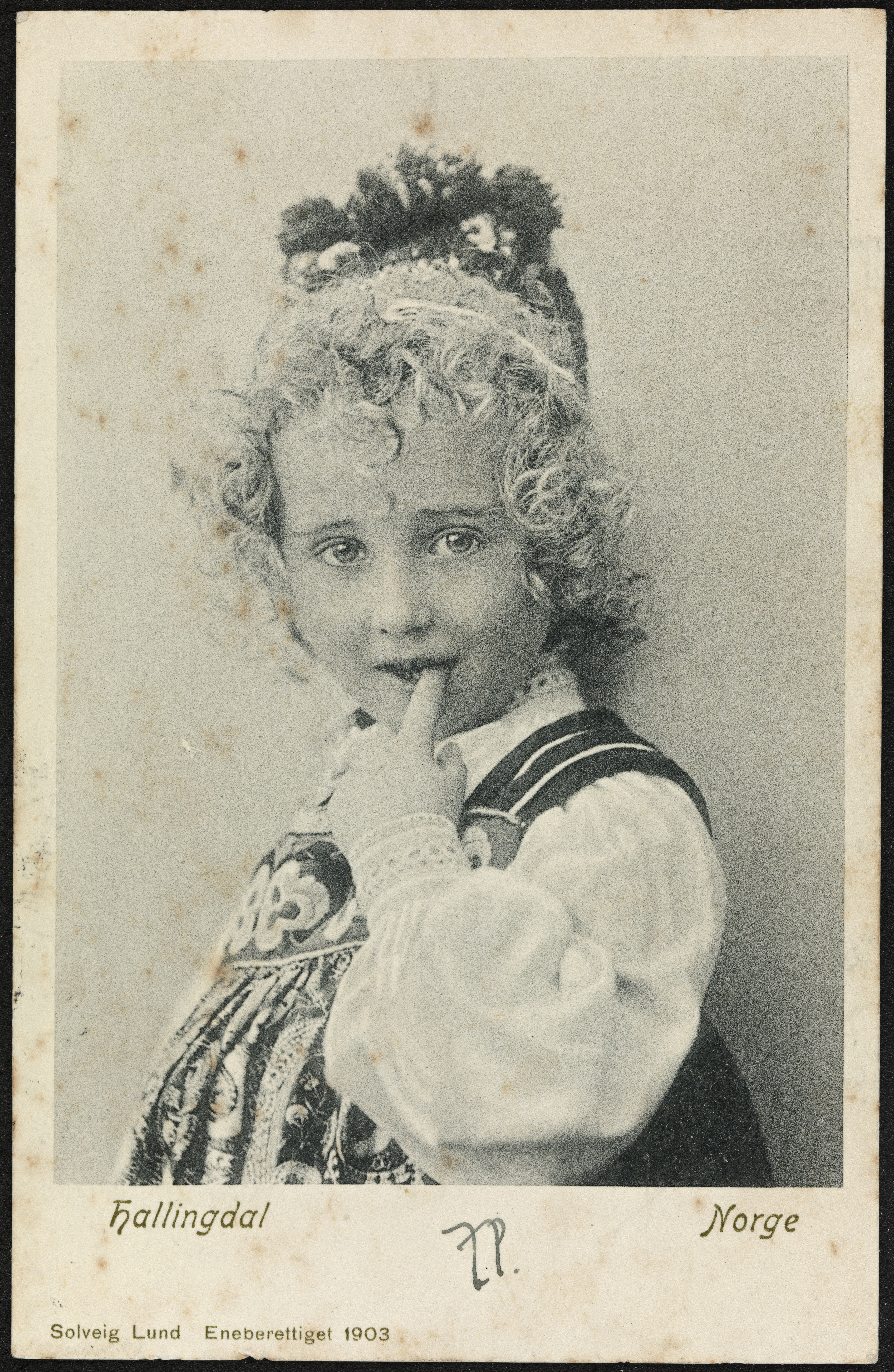
Halllingdal, Norsko
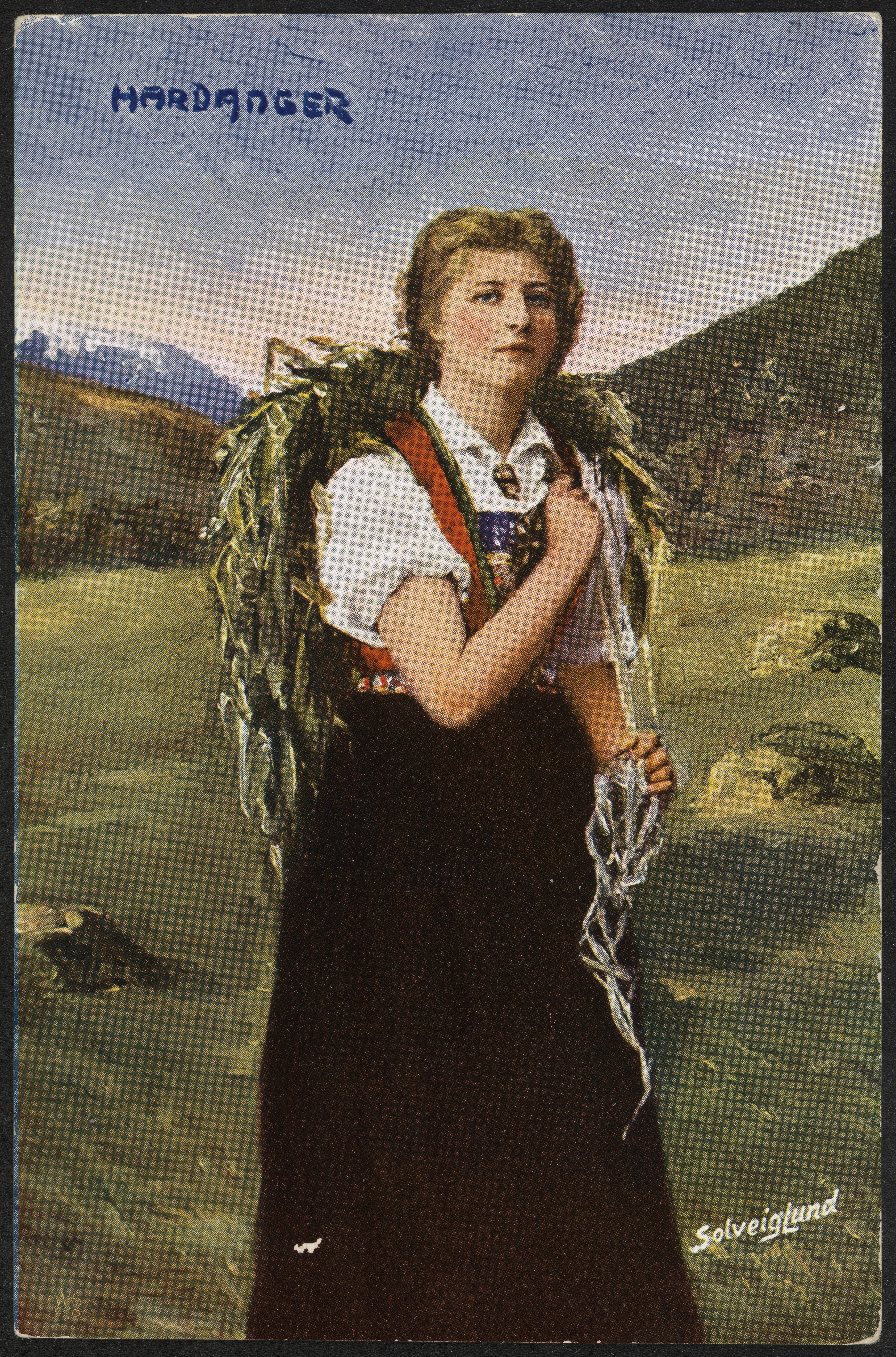
Hardanger
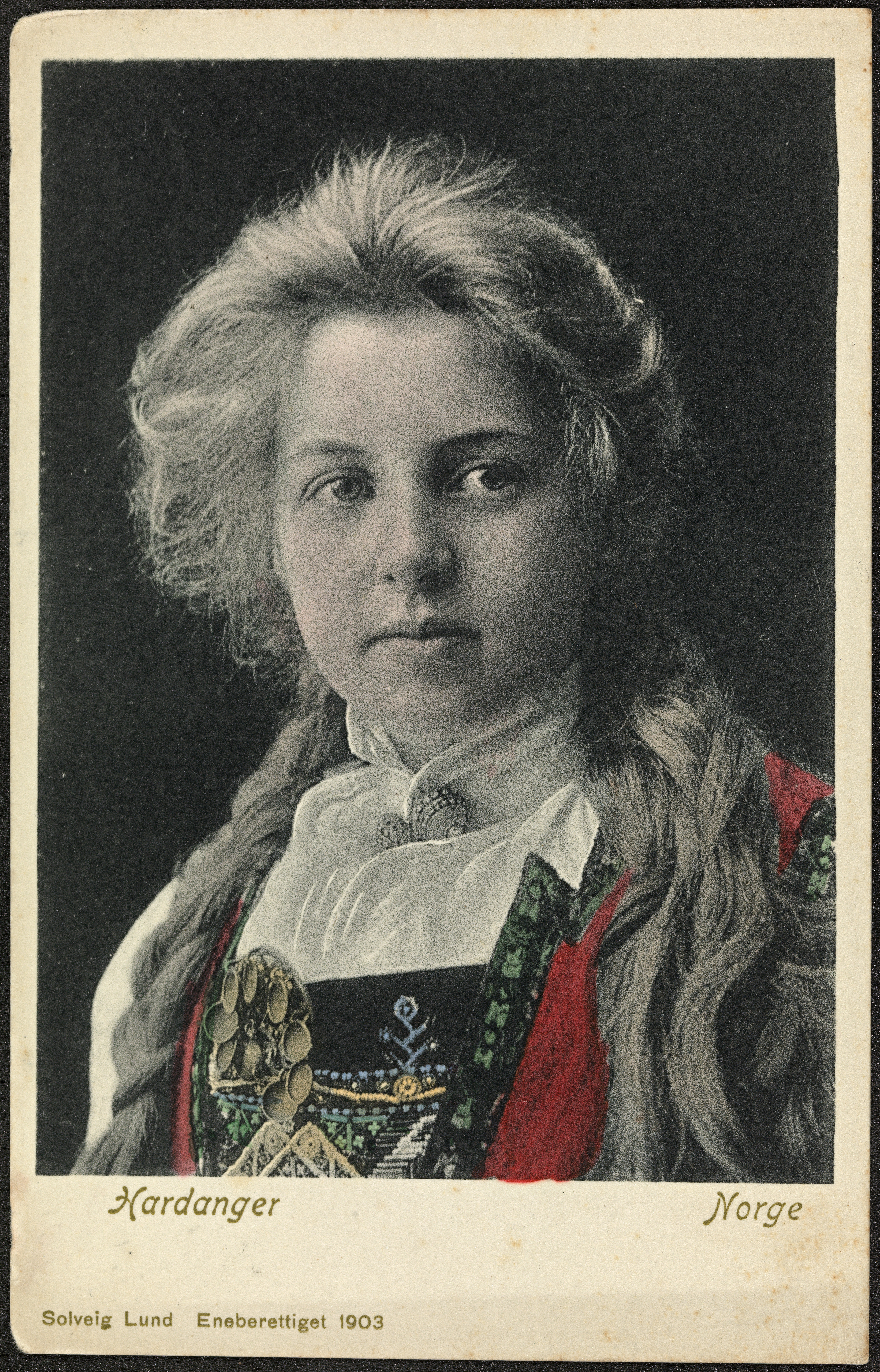
Hardanger, Norsko, 1903
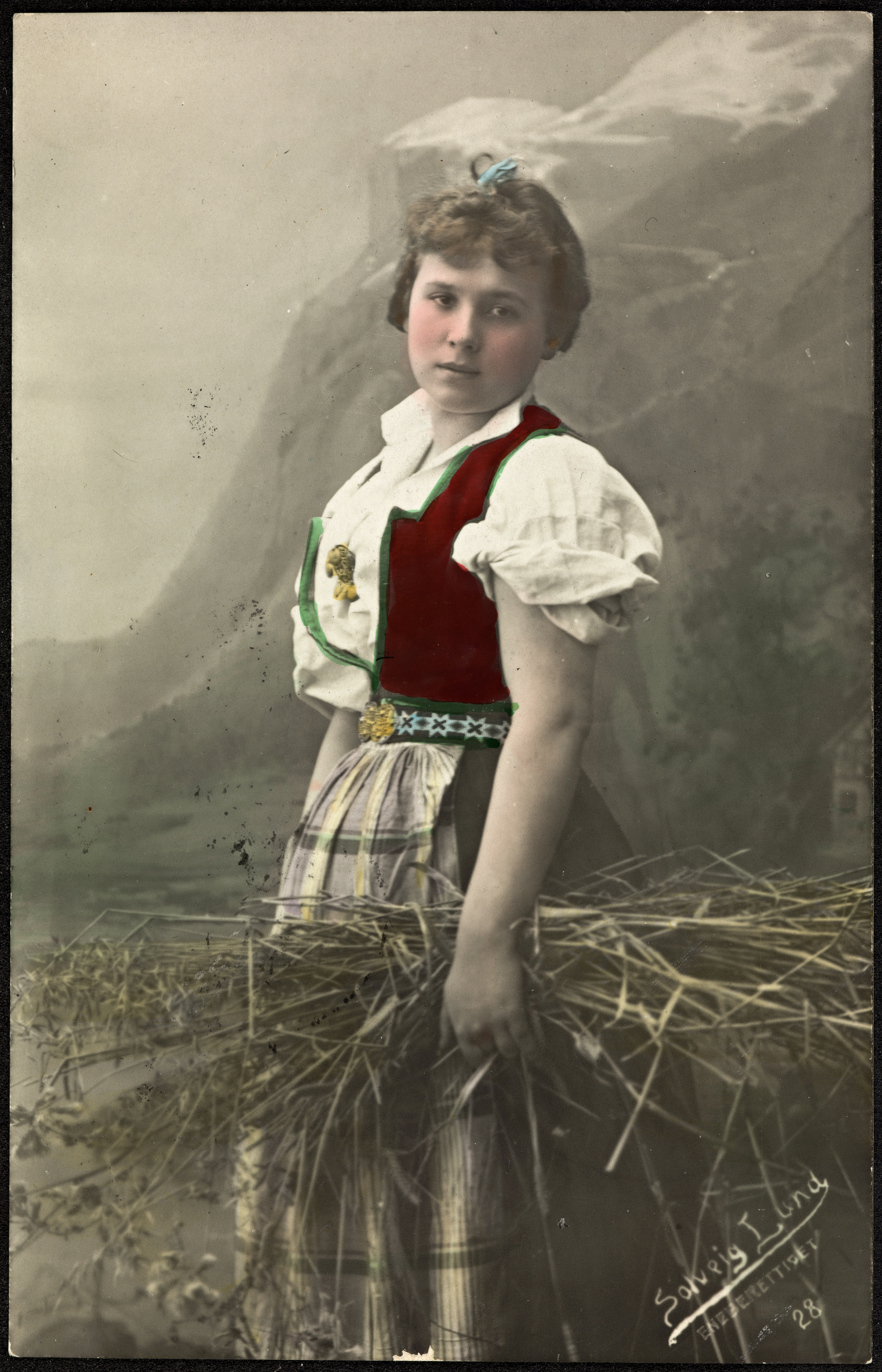
Ženský norský národní kroj, 1909